# LaToyia Figueroa
LaToyia Figueroa (26 de enero de 1981 - agosto de 2005) fue una mujer estadounidense de ascendencia hispana y afroamericana que fue asesinada en 2005. Figueroa, que estaba embarazada de cinco meses en aquel momento, fue denunciada como desaparecida el 18 de julio de 2005, tras no presentarse a trabajar. Más tarde, fue encontrada estrangulada hasta la muerte después de haber sido incluida en America's Most Wanted.
La policía descubrió los restos de Figueroa en una zona arbolada cubierta de hierba en Chester, Pensilvania, localizada a 13 kilómetros de Filadelfia.  Stephen Poaches, el padre del hijo nonato, fue detenido el 20 de agosto, más de un mes después de la desaparición de LaToyia.  El 17 de octubre de 2006, Poaches fue condenado por las muertes de Figueroa y su hijo nonato.
La desaparición de Figueroa despertó gran controversia acerca de la falta de atención en la cobertura que habían ofrecido los medios de comunicación por cable, como CNN, MSNBC, y Fox News Channel, ocupados en cubrir reportajes a favor de Natalee Holloway, una adolescente blanca desaparecida en la isla de Aruba. Algunos observadores protestaron ya que el caso de Figueroa era similar al caso de Laci Peterson (que también ocurrió en el mismo lapso de tiempo) y por lo tanto merecía una mayor atención, lo que implicaba que la raza fue un factor determinante en la falta de atención por parte de los medios.

## Detalles del caso
El caso Figueroa era similar al caso de Laci Peterson, que fue encontrada muerta y cuyo esposo, Scott, fue declarado responsable de su asesinato. El caso Peterson gozó de una amplia cobertura a lo largo de 2004 y llevó a una decisión por consenso por la que Scott Peterson fue declarado culpable del asesinato.
La familia Figueroa dijo que la falta de dedicación en su desaparición por parte de los medios de comunicación solo añadió más tragedia a una búsqueda ya de por sí problemática. La madre de Figueroa, Ann Taylor, fue asesinada cuando LaToyia era una niña. Figueroa tenía una hija de siete años de edad. Joseph Taylor, el tío de Figueroa y portavoz de la familia, criticó abiertamente a los medios de comunicación. America's Most Wanted y Philadelphia Citizen Crime Commission se unieron a la policía en la búsqueda.
Para ayudar a la familia en la búsqueda de LaToyia. Se ofreció una recompensa de $100,000, que fue financiada por estrellas de rap como Beanie Sigel (mientras estaba en prisión) y Damon Dash, Beneficial Bank, T.G.I. Fridays, Joe Mammanaand, Kal Rudman, así como blogueros de Internet.

## Controversia por cobertura de medios
La desaparición de Figueroa generó un gran debate sobre la atención de los medios de comunicación en casos de personas desaparecidas y cómo estos casos adquieren atención nacional, con los términos de "Síndrome de la mujer blanca desaparecida" (utilizado por la periodista Gwen Ifill) y "Síndrome de mujer bonita desaparecida" (utilizado por Michelle Malkin) siendo utilizados para atraer atención sobre la despreocupación por las personas desaparecidas no-blancas.
Los críticos de los medios de comunicación aseguran que los principales medios son culpables de ignorar el caso de Figueroa y otros casos de personas desaparecidas a favor de casos que en los que se ven involucradas mujeres blancas, jóvenes y atractivas.
La mayoría de los medios de comunicación en Filadelfia han estado ayudando a la familia Figueroa, y los blogueros de Internet presionaron a través de las redes para ofrecer una exposición similar a la que se le dio a Natalee Holloway y Jennifer Wilbanks; que lograron ganar atención sobre la desaparición de Figueroa por parte de CNN, MSNBC y Fox News Channel.